# Almargen
Almargen ist eine Gemeinde (municipio) mit 1.913 Einwohnern (Stand: 2024) in der Provinz Málaga in der Autonomen Region Andalusien im Süden Spaniens. 

## Geographie
Die Gemeinde liegt etwa 105 km von der Hauptstadt Málaga entfernt. Sie ist 43,7 km von Ronda und 48,2 km von Antequera entfernt. Die Einheimischen werden Almargeños genannt.
Almargen ist eine der nordwestlichsten Ortschaften der Provinz. Sie grenzt an die Provinzen Sevilla und Cádiz. Sie gehört zur Comarca Guadalteba. Der Ort grenzt an die Gemeinden Campillos, Cañete la Real, Los Corrales, El Saucejo und Teba. 

## Geschichte
Der Name des heutigen Ortes stammt aus der arabischen Zeit von Al-Andalus. Das Gebiet der Gemeinde ist allerdings schon seit dem Neolithikum besiedelt. In der Zeit der Phönizier erlebte das Gebiet eine erste Blütezeit. In der Römerzeit befand sich hier die Straße von Antikaria (Antequera) nach Acinipo (Ronda la Vieja).

## Bevölkerungsentwicklung
| 1842 | 1900  | 1950  | 1980  | 1990  | 2000  | 2010  | 2020  |
| ---- | ----- | ----- | ----- | ----- | ----- | ----- | ----- |
| 723  | 1.903 | 3.182 | 2.395 | 2.239 | 2.111 | 2.160 | 1.960 |

## Sehenswürdigkeiten
- Höhlen Cuevas de Casablanca und Pedro Santo
- Heilquelle von Casablanca